# Jennifer Love Hewitt
Jennifer Love Hewitt (Waco, 21. veljače 1979.) je američka glumica i pjevačica. Slavu je stekla ulogama u televizijskim serijama kao što su „Za istim stolom“ i „Šaptačica duhovima“, da bi kasnije razvila karijeru i na filmu.

## Mlade godine
Jennifer Love Hewitt se rodila u Wacou kao dijete Daniela Hewitta i Patricie Mae Shipp. Otac joj je bio tehnički stručnjak talijanskog podrijetla, a majka patologist govora njemačkog podrijetla. Nakon što su joj se roditelji razveli, majka je odgojila sama i nju i njenog brata Todda Hewitta. Neobično srednje ime „Love“ (Ljubav) je dobila od majke po najboljoj prijateljici s fakulteta.
U mladosti se Jennifer zanimala za glazbu pa je već s tri godine pjevala pjesmu „The Greatest Love of All“ na jednom natjecanju. S pet godina je već znala tap ples i balet, s 9 je postala članica „Texas Show Team“, a godinu dana kasnije se na preporuku izviđača za telente preselila u Los Angeles kako bi postala glumica i pjevačica.

## Karijera
Nakon preseljenja u Los Angeles, Jennifer se pojavila u više od 20 TV-reklama. Svoju prvu ulogu kao dječja glumica je imala u emisiji „Kids Incorporated“ koja je emitirana na Disney kanalu od 1989. do 1991. Glumila je i kćer glumca Piercea Brosnana u pilot-epizodi za nikad ostvarenu seriju „Running Wilde“, kao i druge uloge u serijama „Shaky Ground“, „Byrds of Paradise“ i „McKenna“. Veću slavu je stekla tek kao tinejdžerka Sarah Reeves u seriji „Za istim stolom“ 1996., a istu ulogu nastavila je u spin-offu „Vrijeme tvog života“, no ta je serija otkazana nakon samo pola sezone.
Paralelno je razvijala i filmsku karijeru: debitirala je u filmu „Munchie“ 1992., ali je puno zapaženija bila u horor filmu „Znam što si radila prošlog ljeta“ 1997. te u njegovom nastavku. 2001. je glumila u satiri „Srcolomke“ u kojoj su joj filmski partneri bili Sigourney Weaver i Gene Hackman. Navodno je bila u pregovorima da glumi Paige u fantastičnoj seriji „Čarobnice“, ali nije prihvatila ulogu. Posebno zapaženu ulogu je ostvarila u TV-seriji „Priča o Audrey Hepburn“ u kojoj je tumačila ulogu slavne glumice, a 2000. je prozvana „najpopularnijom glumicom na televiziji“. Iako je njen film „The Tuxedo“ propao, stekla je veliku popularnost fantastičnom serijom „Šaptačica duhovima“ 2005., čiju je svaku epizodu gledalo i do 10 milijuna gledatelja u SAD-u, a glumila je i u dva hit-filma snimljena po stripu Garfield. Također snima i glazbene albume koji imaju umjeren uspjeh po Europi i SAD-u. Za 2008. je najavila nastup u filmu „She Had Brains, a Body, and the Ability to Make Men Love Her“ po stvarnim događajima o prostitucijskom skandalu u koji su bile umiješane mnoge slavne ličnosti.
Bila je u vezi s pjevačem Johnom Mayerom, a trenutno je s glumcem Rossom McCallom.

## Zanimljivosti
- 2001. je nastupila u glazbenom spotu „Hero“, u kojem je pjevao Enrique Iglesias.
- Obožave pse.
- Skoro je dobila ulogu Julije u filmu „Romeo + Julija“, ali je ipak izgubila od Claire Danes. *Bila je i u pregovorima za ulogu u filmu „Lolita“.
- Stalno je odbacivala vijesti da je bila na operaciji grudi. Jednom je čak dala novinarki da sama provjeri kako je njeno poprsje pravo.
- Daje znatne donacije humanitarnim udrugama.
- Visoka je 159 cm.

## Izabrana filmografija
- 1993. Redovnice nastupaju 2
- 1996. Kućni pritvor
- 1997. Znam što si radila prošlog ljeta
- 1998. Jedva čekam
- 2001. Zvonar crkve Notre-Dame 2
- 2001. Vrag i Daniel Webster
- 2001. Srcolomke
- 2004. Istina o ljubavi
- 2004. Garfield
- 2006. Delgo
- 2006. Garfield 2
- 2007. Streetlight

## Diskografija

### Singlovi
- 1995: Couldn't find another man (Promotivni CD) Atlantic PRCD6437-2
- 1996: No ordinary love (Promotivni CD) Atlantic PRCD6829-2
- 1998: How do I deal (7") 143 17105-7
- 1998: How do I deal (CD) 143 17105-2
- 1998: How do I deal (Promotivni CD) Warner PRO-CD9570
- 2002: Barenaked (Australski CD) Jive 925 418-2
- 2002: Barenaked (Promotivni-CD) Jive JDJ40038-2
- 2002: Hey everybody (Australski Promotivni CD) Jive 0150664
- 2002: Can I go now (Australski-CD) Jive 925 454-2
- 2002: Can I go now (Australski Promotivni CD) Jive 0149670
- 2003: Can I go now (Britanski CD) Jive 925 469-2

### Albumi
- 1992: Love Songs (Japanski CD) Meldac MECP-28003
- 1995: Let's go bang (Američki CD) Atlantic 82819-2
- 1996: Jennifer Love Hewitt (Američki CD) Atlantic 82934-2
- 1996: Jennifer Love Hewitt (Japanski CD) Atlantic AMCY-7113 (auch als Promo)
- 2002: Barenaked (Američki CD) Jive 41821-2
- 2002: Barenaked (Američki promotivni CD) Jive JADV-41821-2
- 2002: Barenaked (Japanski CD) Jive ZJCI-10101 (auch als Promo)
- 2002: Barenaked (Singapurski CD) Jive ZSIC-0023

### DVD-Singl
- 2002: Can I go now (SAD) Jive 40113-9

## Nagrade i nominacije
- 2006. godine je sa serijom Šaptačica duhovima osvojila nagradu Saturn u kategoriji najbolje glumice na televiziji.

## Vanjske poveznice
- IMDb profil
- Službeni site
- Intervju s Jennifer Love Hewitt
- Jennifer Love Hewitt odbija golišave scene
- Fan site  Arhivirana inačica izvorne stranice od 7. svibnja 2007. (Wayback Machine)